# Dédé les doigts de fée
 (mai 2025).
Si vous disposez d'ouvrages ou d'articles de référence ou si vous connaissez des sites web de qualité traitant du thème abordé ici, merci de compléter l'article en donnant les références utiles à sa vérifiabilité et en les liant à la section « Notes et références ».
Dédé les doigts de Fée est une émission musicale diffusée sur Paris Première et présenté par le musicien, auteur-compositeur et arrangeur André Manoukian.
L'émission se passe dans un studio d'enregistrement. André Manoukian invite la personne qu'il reçoit à se confier en musique. Assis au piano, André Manoukian dressera le portrait de son invité et retracera les grands moments de sa vie, accompagné également par un batteur et un contrebassiste ainsi que de la présence de deux ingénieurs du son.